# Academie Vredeman de Vries
Academie Vredeman de Vries, of Academie voor Beeldend Kunstonderwijs "Vredeman de Vries", was een kunstacademie in de stad Leeuwarden.

## Geschiedenis
In 1951 werd in Leeuwarden de Friese Kunstnijverheidsschool opgericht, deze gaf les aan amateurs in tekenen, schilderen en kunstbeschouwing. Men wilde toch graag een professionele kunstopleiding. De stichting Vredeman de Vries, genoemd naar de Leeuwarder architect Hans Vredeman de Vries, nam daarom de taak van de St. Friese Kunstnijverheidsschool over. De eerste lessen van de 'Academie voor Beeldend Kunstonderwijs' werden gegeven in 1958. Een eigen gebouw had men nog niet, les werd aanvankelijk in de avonduren gegeven in de meisjes-hbs. Een jaar later begonnen 23 leerlingen officieel aan de eerste driejarige opleiding. In 1962 kreeg de school rijksgoedkeuring en sindsdien werd de school mede vanuit het rijk gefinancierd. In 1972 werd de stichting opgeheven en kwam de school in handen van de gemeente Leeuwarden. Tot begin jaren 80 gaf de school les op drie locaties (Gedempte Keizersgracht, de Tuinen en aan de Voorstreek), later verhuisde men naar de Oostersingel.
In 1986 ging de opleiding op in de Noordelijke Hogeschool Leeuwarden. In 1989 werd in een herenakkoord tussen de commissarissen van de Koningin van Friesland en Groningen (Wiegel en Vonhoff) overeengekomen dat de kunstvakopleidingen zouden verhuizen van Leeuwarden naar Groningen. Dit betekende het einde van de Academie Vredeman de Vries, die in 1992 de deuren sloot.

## Bekende oud-leerlingen/docenten (selectie)
Docenten
- Barend Blankert
- Casper C. Bosveld
- Jan Arien Deodatus
- Chris Fokma
- Peter Marcuse (ook directeur)
- Ruloff Manuputty (ook directeur)
- Jaap van der Meij
- Paul Panhuysen (ook directeur)
- Jan Stroosma
- Meinte Walta

Leerlingen
- Jeanne Adema
- Albert Aukema
- Helena de Boer
- Dirk Hakze
- Gerlof Hamersma
- Hilda Kanselaar
- Tjikkie Kreuger
- Henk Krist
- Beb Mulder
- Kor Onclin
- Pieter Pander
- Oene van der Veen
- Ids Willemsma